# Reinhard Pabst (Mediziner)

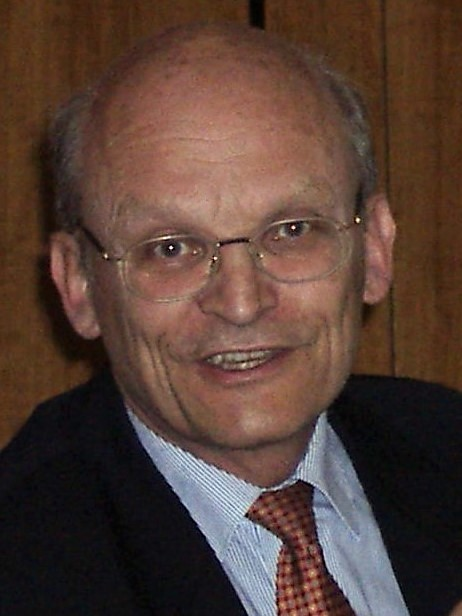
Reinhard Pabst

Reinhard Pabst (* 3. November 1943 in Posen) ist ein deutscher Anatom. Er war Hochschullehrer sowie Rektor der Medizinischen Hochschule Hannover (MHH).

## Leben
Der in Lüneburg aufgewachsene Pabst studierte von 1965 bis 1970 Medizin an der Medizinischen Hochschule Hannover (MHH) und der University of Glasgow. 1970 wurde er mit der Dissertation Untersuchungen über Bau und Funktion des menschlichen Samenleiters an der MHH promoviert. Nach der Approbation als Arzt 1971 war er von 1972 bis 1976 als wissenschaftlicher Mitarbeiter an der Abteilung für Klinische Physiologie der Universität Ulm tätig. 1976 habilitierte er sich in klinischer Physiologie und wechselte als Oberassistent der Abteilung Funktionelle und Angewandte Anatomie an die Medizinische Hochschule Hannover, an der er seine weitere wissenschaftliche Karriere verbrachte. Pabsts Lehrberechtigung wurde 1978 auf das Fach Anatomie erweitert. Von 1980 bis 1992 war er Leiter des Instituts für Topographische Anatomie (C3-Professur). Anschließend übernahm er von Herbert Lippert die Leitung der Abteilung für Funktionelle und Angewandte Anatomie an der Hochschule (C4-Professur), die er bis zu seiner Emeritierung in 2009 ausübte. Von 2009 bis 2014 hatte Pabst eine Niedersachsen-Senior-Forschungsprofessur am Institut für Immunmorphologie der MHH inne.
Pabst hatte verschiedene Funktionen an der Medizinischen Hochschule Hannover inne, so war er Prorektor für Studium und Lehre (1986–1990) bzw. für Forschung (1999–2003) sowie Rektor (1993–1997) der Hochschule. Er war Mitglied im Präsidium des Medizinischen Fakultätentags sowie Vorstandsmitglied (1993–1998) bzw. Vorsitzender (1997–1998) der Anatomischen Gesellschaft. 2001 wurde er in die Leopoldina gewählt. Zu weiteren Ehrungen zählen die Ehrendoktorwürde der Stiftung Tierärztliche Hochschule Hannover sowie der Anton-Waldeyer-Preis der Anatomischen Gesellschaft.

## Wissenschaftliches Wirken
Reinhard Pabst veröffentlichte zahlreiche wissenschaftliche Arbeiten zu Aspekten des Immunsystems, darunter zur funktionellen Anatomie und Regeneration des lymphatischen Systems, zur Proliferation und Migration von Lymphozyten sowie zu weiteren organspezifischen immunologischen Aspekten. Darüber hinaus galt sein wissenschaftliches Interesse der funktionellen Anatomie des männlichen Genitals sowie der Milz und der Evaluation medizinischer Lehre.
Zusammen mit Reinhard Putz war Pabst Herausgeber der 20. bis 22. Auflage des Sobotta-Atlas der Anatomie des Menschen.
Ein besonderes Verdienst von Reinhard Pabst stellt sein Engagement in der Selbstverwaltung der Medizinischen Hochschule Hannover dar. Pabst gehörte selber zum ersten Studentenjahrgang der 1965 als Reformhochschule gegründeten Medizinischen Hochschule Hannover. Er war bereits in dieser Zeit hochschulpolitisch aktiv. Bis ins hohe Alter hielt Pabst Vorlesungen an der MHH. 2020 legte er eine Geschichte der Anfangsjahre der Hochschule vor.

## Veröffentlichungen (Auswahl)
- mit Frank K. Wacker und Herbert Lippert: Atlas der arteriellen Variationen. Thieme, Stuttgart 2018, ISBN 978-3-13-172961-3.
- Konsequent modern: Die Anfänge der Medizinischen Hochschule Hannover. Lehmanns, Berlin 2020, ISBN 978-3-96543-040-2.